# Александар Дабић
Александар Лека Дабић (Лугавчина, 1901 — Чачак, октобар 1944) је био српски машиновођа и резервни интендантски поручник Југословенске војске, који је у Другом светском рату био на дужности команданта Штабног (пратећег) батаљона Смедеревског корпуса Југословенске војске у Отаџбини.

## Биографија
Рођен је 1901. године у смедеревском селу Лугавчина, као син Илије Дабића и потомак једне од најстаријих сеоских породица. Лека Дабић је са супругом Лепом имао два сина — Милорада и Немању.
Други светски рат је дочекао као железничар и резервни интендантски поручник Југословенске војске. Радио је као четнички илегалац на железници до лета 1941. године. У више наврата је заустављао немачке композиције са храном и исту давао партизанима. Када је намерно изазвао диверзију и превртање композиције са локомотивом и неколико вагона на релацији Сараорци-Лугавчина, након чега одлази у илегали.
Ухапшен је у августу 1941. године и са групом железничара упућен на стрељање у Јајинце, али је успео да побегне и придружи се четницима. Читав рат је провео на дужности команданта Штабног (пратећег) батаљона Смедеревског корпуса Југословенске војске у Отаџбини. У родној Лугавчини је одржавао везе са припадницима партизанског покрета током читавог рата, како би спречио да дође до међусобних сукоба.
Приликом одступања ЈВуО према Босни, октобра 1944. године, његова група се сукобила са Руским заштитним корпусом код Чачка. Тешко рањеног Дабића, заробили су припадници Руског заштитног корпуса и живог спалили у сену.